# Astragalus arkalycensis
Astragalus arkalycensis är en ärtväxtart som beskrevs av Aleksandr Andrejevitj Bunge. Astragalus arkalycensis ingår i släktet vedlar, och familjen ärtväxter. Inga underarter finns listade i Catalogue of Life.